# Wat doen we met het lijk?
Wat doen we met het lijk? is een hoorspel naar het toneelstuk What Shall We Do With The Body? van Rae Shirley. Justine van Maaren vertaalde het en de AVRO zond het op dinsdag 25 januari 1983 uit. Hero Muller was de regisseur. Het hoorspel duurde 42 minuten.

## Rolbezetting
- Tonny Huurdeman (Pauline Temple)
- Ida Bons (juffrouw Kaplan)
- Jérôme Reehuis (George)

## Inhoud
In haar eenzame huisje in Dartmoor dicteert de beroemde schrijfsters van detectiveverhalen Pauline Temple aan haar pas geëngageerde secretaresse juffrouw Kaplan haar volgende werk. En zoals in alle voorgaande gaat het over een onthoofd lijk, dat de politie voor een bijna onoplosbaar raadsel plaatst. De situatie wordt voor de schrijfster zelf echter al gauw raadselachtig, want plots dringt niet alleen de schreeuw van een vrouw door de nacht, maar duikt er ook een man in een pyjama op. Hij verwittigt Miss Temple voor haar nieuwe secretaresse: die zou een uit het gekkenhuis gevluchte moordenares zijn en al dertien lijken op haar geweten hebben. Onthoofde lijken vanzelfsprekend …